# Historia general de las Indias
Historia general de las Indias (Storia generale delle Indie) è un'opera di Francisco López de Gómara in cui si raccontano gli avvenimenti avvenuti durante la Conquista dell'impero azteco del Vicereame della Nuova Spagna.
Fu stampato per la prima volta nel dicembre del 1552 nel laboratorio di Agustín Millán a Saragozza con il nome completo di Primera y segunda parte de la Historia General de las Indias con todo el descubrimiento y cosas notables que han acaecido dende que se ganaron hasta el año de 1551. Con la conquista de México de la Nueva España.
L'opera fu migliorata e pubblicata con diversi titoli. La Corona spagnola ne proibì la stampa nel 1556, e si stampò in altre lingue fino al 1605. Per 150 anni fu smesso di essere stampato. Le versioni moderne si focalizzano sulla storia della conquista dell'attuale territorio identificato come Messico.